# Phyllocnistinae
De Phyllocnistinae zijn een onderfamilie van de familie mineermotten (Gracillariidae) van vlinders (Lepidoptera). De wetenschappelijke naam is voor het eerst geldig gepubliceerd door Herrich-Schäffer in 1857.

## Synoniem
- Oecophyllembiinae Réal & Balachowsky, 1966

## Geslachten
- Angelabella Vargas & Parra, 2005
- Corythoxestis Meyrick, 1921
- Eumetriochroa Kumata, 1998
- Guttigera Diakonoff, 1955
- Metriochroa Busck, 1900
- Phyllocnistis Zeller, 1848
- Prophyllocnistis Davis, 1994